# Muro dos Fermiers Généraux
O Muro dos Fermiers Généraux foi um dos Muros de Paris, construído pouco antes da Revolução de 1784 a 1790. O objetivo do muro era permitir à Ferme Générale cobrar, nos pontos de passagem, um imposto sobre a entrada de mercadorias na cidade. Com 24 quilômetros de extensão, foi destruída em 1860, durante a extensão de Paris ao Muro de Thiers.
Em 1784, Lavoisier propôs a Charles-Alexandre de Calonne, então controlador geral das finanças, encerrar Paris em uma nova parede circundante, fazendo aberturas destinadas exclusivamente à introdução de bens necessários ao consumo dos habitantes da capital, em a fim de lutar contra o contrabando. O projeto foi aceito e o muro foi erguido. A função fiscal do muro tornou-o muito impopular e despertou este anônimo alexandrino: 
Le mur murant Paris rend Paris murmurant. (O muro que cerca Paris deixa Paris murmurando.)
As passagens feitas no recinto foram chamadas de barreiras. A maioria das barreiras foram equipadas com edifícios (ou escritórios de octroi) chamados "propileus" por seu designer, o arquiteto Claude-Nicolas Ledoux . A lista de barreiras no Muro dos Agricultores Gerais, incluindo alguns desenhos de propileus (como os dois desenhos ao lado), é o assunto de uma tabela no artigo Lista de barreiras de Paris.

## Dimensões do muro

### Traçado do muro

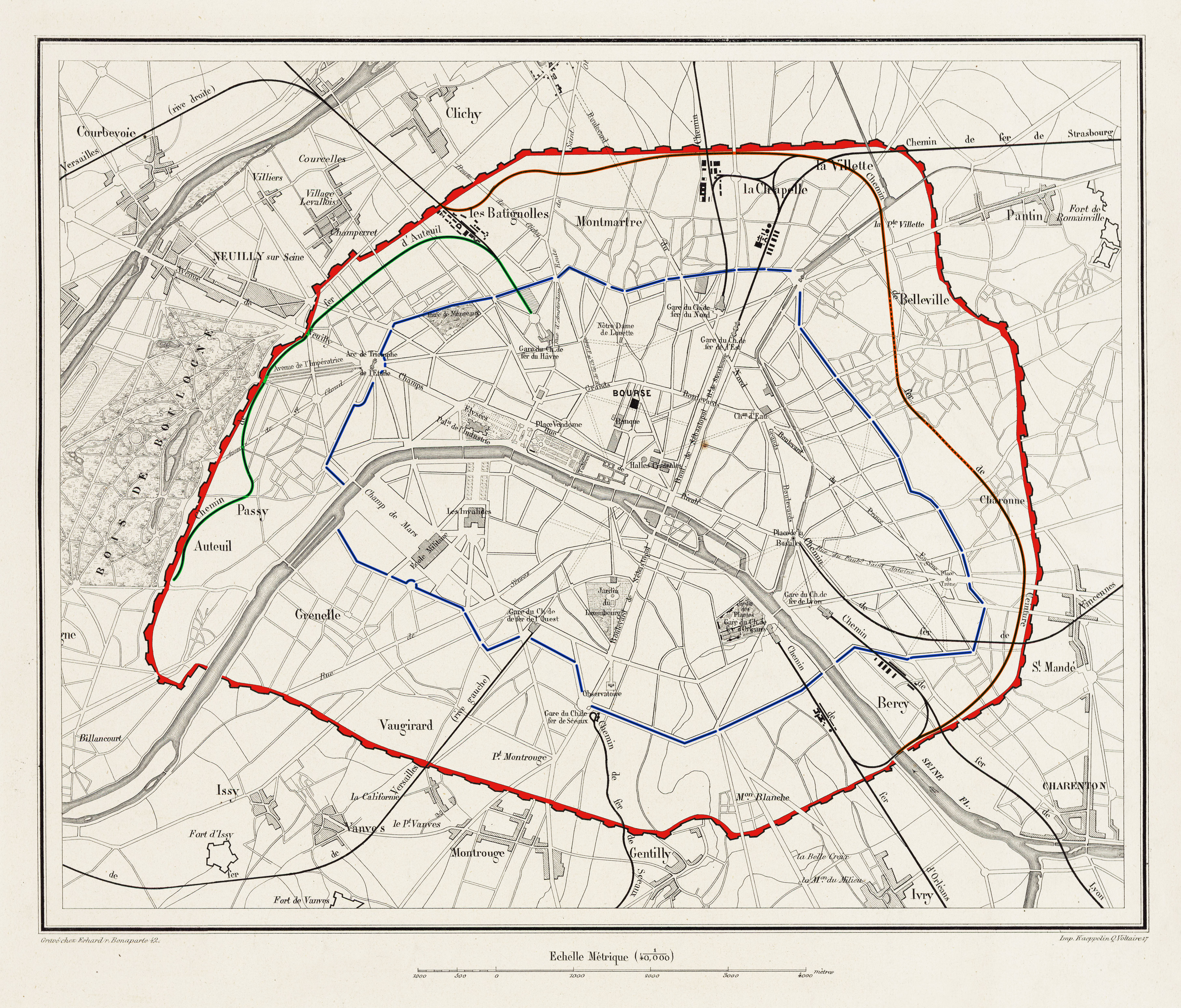
Paris, 1859
Muro dos Fermiers Généraux (em
Fortificações de Thiers (em

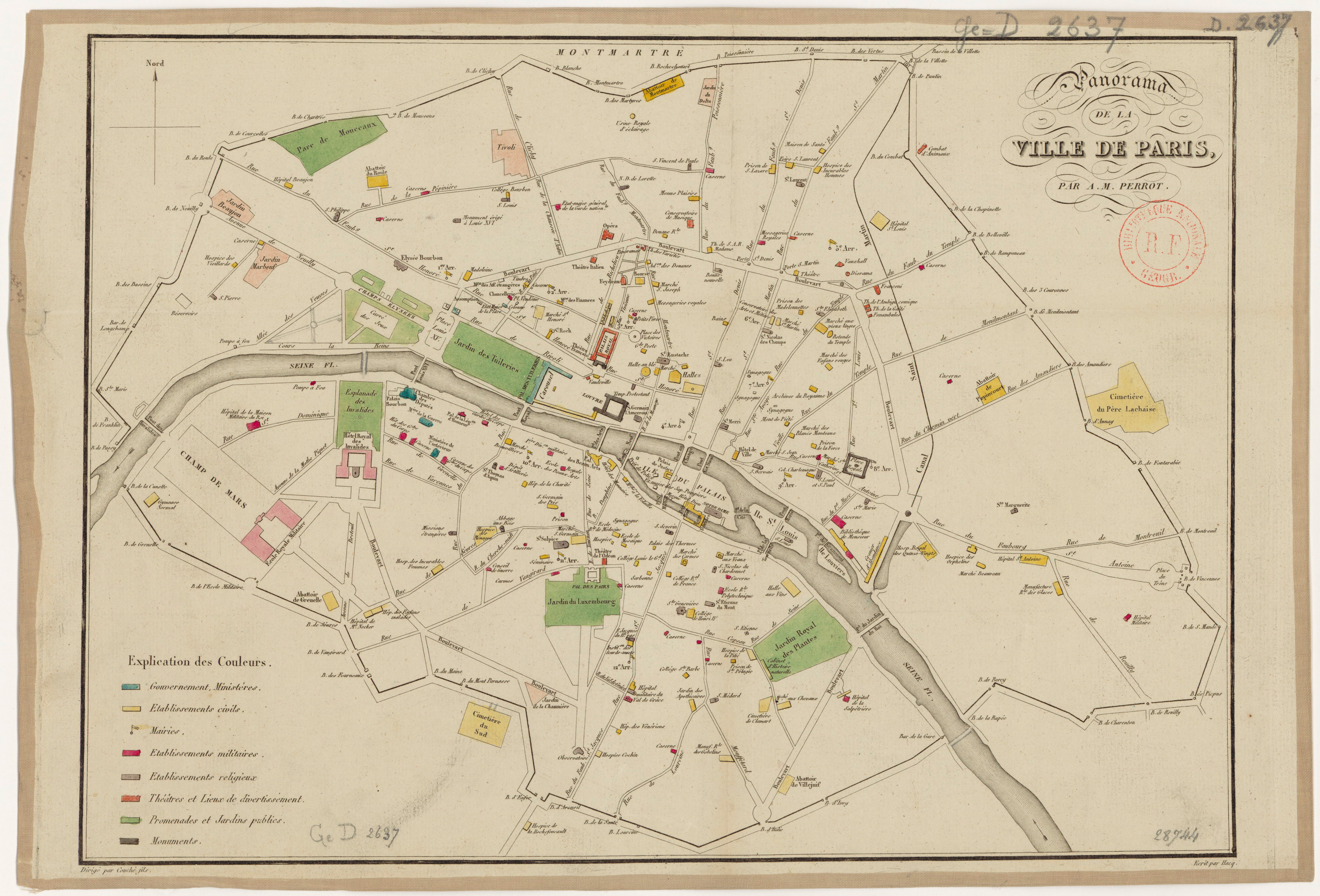
O percurso do Muro dos Fermiers Généraux de Aristide-Michel Perrot.

O comprimento do percurso da parede inicial é de sete léguas (24 km). Na Paris de hoje, corresponde ao segundo anel de avenidas, mais precisamente aos boulevards seguintes:
- margem esquerda, de leste a oeste: Boulevard Vincent-Auriol, Boulevard Auguste-Blanqui, Boulevard Saint-Jacques, Boulevard Raspail, Boulevard Edgar-Quinet, Boulevard de Vaugirard, Boulevard Pasteur, Boulevard Garibaldi, Boulevard de Grenelle. Esta rota repetia parcialmente aquela dos Boulevards du Midi criadas em 1760, ou seja, o Boulevard de l'Hôpital na Rue Jenner em vez da Place d'Italie original até 1818, as avenidas Auguste-Blanqui e Saint-Jacques, o bulevar Raspail da Barrière d'Enfer (Place Denfert-Rochereau) para o bulevar Edgar-Quinet, então este aqui na íntegra. Nesta parte, a avenida externa do Muro dos Fazendeiros duplicou as avenidas internas inauguradas em 1760. A Muralha dos Fermiers Généraux foi movida em 1818 para o sul, da Barrière d'Italie (Place d'Italie) para o Sena em uma rota correspondente ao atual Boulevard Vincent-Auriol abrangendo a Village d'Austerlitz.
- margem direita, de oeste para leste: Avenue de New-York da esquina da Rue Beethoven aos Jardins do Trocadéro a meio caminho entre a Rue Le Nôtre e a Pont d'Iéna em seguida, linha perpendicular ao Sena para a Place du Trocadéro, Avenue Kléber, Rue de Belloy, Rue Dumont-d'Urville, Place de l'Étoile (desvio para o leste pela Rue de Presbourg, cruzando a Avenue des Champs-Élysées e pela Rue de Tilsitt), Avenue de Wagram, Boulevard de Courcelles, Boulevard des Batignolles, Boulevard de Clichy, Boulevard Marguerite-de-Rochechouart, Boulevard de la Chapelle, Boulevard de la Villette, Boulevard de Belleville, Boulevard de Ménilmontant, Boulevard de Charonne, Boulevard de Picpus, Boulevard de Reuilly, Boulevard de Bercy.

A rota cruza os seguintes bairros principais: Place d'Italie, Denfert-Rochereau, Montparnasse, Trocadéro, Étoile, Batignolles, Pigalle, Belleville, Nation.
A parede foi pontuada com sessenta e uma barreiras concedendo:
- cinquenta e cinco barreiras foram postas em prática até 1790: cinquenta e quatro eram antes da Revolução, dos quais quarenta e três foram dotados de casas concedentes, chamadas "propileus" Por seu arquiteto Claude-Nicolas Ledoux, e o Barrière de Chartres (ou Parc Monceau) em 1790;
- seis barreiras foram adicionadas (aberturas e/ou construção) e algumas entrincheiradas (demolição e/ou desafeição) em vários momentos entre 1790 e 1860. Na tabela do artigo Lista de barreiras de Paris, as barreiras agregadas são numeradas "bis" ou "ter".

O percurso das linhas de metro que vão de Charles de Gaulle-Étoile a Nation, a linha 2 (do norte) e a linha 6 (do sul), seguem a grosso modo o percurso do muro.

### Seção do muro
- Muro contínuo (alvenaria de pedra), interrompida pelo Sena, por barreiras e ao longo do Parque Monceau (onde, em vez de se construir uma parede, foi construída uma vala).
- Altura da parede: aproximadamente 3,24 metros.[1]
- Lado interior: um caminho de 11,69 metros largura.[2]
- Lado exterior: boulevards de 29,23 metros de largura.[3] Esta avenida era contínua, exceto na parte entre a Barreira Sainte-Marie (atualmente na esquina do cemitério de Passy e a Avenida Paul-Doumer) e a barreira de Passy (na esquina da Rue de la Montagne, atual Rua Beethoven e do cais, atual Avenida Presidente Kennedy), onde existia apenas a passarela de 11,69 metros.

## Área fechada
- a rotunda no Parc Monceau, na Barrière de Chartres;
- a Rotunda de La Villette, construída para a barreira Saint-Martin, Place de la Bataille-de-Stalingrad;
- a Barrière du Trône, perto da Place de la Nation;
- a Barrière d'Enfer, Place Denfert-Rochereau;

## Histórico

### Construção
- Antes de 1784. Os limites da capital eram apenas paredes informes e grosseiras e, mais frequentemente, ainda partições fracas de tábuas mal unidas.
- 1784. A partir de uma ideia do químico e agricultor General Lavoisier, a Ferme Générale, querendo impedir o avanço cada vez maior do contrabando, e fazer pagar as entradas a um maior número de consumidores, obtém de Charles-Alexandre de Calonne, então Controlador geral das finanças, para erguer um recinto em torno de Paris, o famoso muro do Fazendeiro Geral. A parede deve ter seis léguas de diâmetro (24 quilômetros). Em maio, as obras começaram no lado do Hôpital-Général (la Salpêtrière) e foram realizadas a todo vapor. A parede deve ter sessenta barreiras servindo como escritórios de coleta (ver a Lista das barreiras de Paris). O arquiteto Claude-Nicolas Ledoux é o responsável pela construção destes edifícios, a que chama "os propileus de Paris", Conferindo-lhes um carácter de solenidade e magnificência que põe em prática as suas ideias sobre os vínculos necessários entre forma e função. A arquitetura dos propileus, de estilo neoclássico, até antiquada, é aceita.
- 1786. O cerco ao sul está concluído. A opinião pública começa a se agitar. Em março, Ledoux recebe novas garantias. Em 2 de junho, Calonne aprova para onze escritórios na margem direita.
- 1787. Loménie Brienne, arcebispo de Toulouse sucedendo Calonne em 1 maio, está assustado com os gastos (que já ultrapassam 25 milhões), e é ordenado por uma sentença do Conselho 7 de setembro, suspensão do trabalho. Ledoux deve entregar todos os seus documentos. Em 8 de novembro, acompanhado por vários funcionários, ele vem visitar as barreiras. A sua indignação é tão forte ao ver a prodigalidade da obra que quer mandar demolir o muro e vender os seus materiais. O trabalho sendo muito avançado, ele se limita a ter em 25 de novembro, um novo decreto que suspende a obra. Quatro arquitetos são responsáveis por fazer um relatório sobre o gabinete. Antes de sua retomada, novas disposições são prescritas. Ledoux, entregue à opinião pública, foi demitido de suas funções.
- 1788. Necker, sucedendo Brienne em 25 de agosto, rejeita a empresa.
- 1789. Em 23 de maio, Ledoux está permanentemente suspenso por Necker.
- Revolução. Na noite de 12 a 13 de julho, a agitação dos parisienses, que os levará a tomar a Bastilha no dia seguinte, já os leva a atacar o impopular muro: atearam fogo a algumas barreiras (como a de Passy) e abriram várias brechas na parede. Bailly, o primeiro prefeito de Paris, reparou rapidamente todos os danos. Em 1 de maio de 1791 de O primeiro parâmetro é necessário, mas foi fornecido incorretamente! de {{{3}}}, as taxas de entrada são abolidas. Um decreto da Convenção, de 13 do Messidor, Ano II (1794) contém o seguinte:

Les bâtiments nationaux, désignés sous le nom de Barrières de Paris, sont érigés en monuments publics. Les diverses époques de la révolution et les victoires remportées par les armées de la République sur les tyrans y seront gravées incessamment en caractères de bronze. Le Comité de salut public est autorisé à prendre toutes les mesures pour la prompte exécution du présent décret, en invitant les gens de lettres et les artistes à concourir et à former les inscriptions.
 Em 9 de Frimário, Ledoux foi preso. Em sua reunião de 27 do Frutidor, Ano VI, o Conselho dos Quinhentos adota o projeto de Aubert: 
Article Predefinição:1er. Il sera perçu par la Commune de Paris un octroi municipal et de bienfaisance, conformément au tarif annexé à la présente loi, spécialement et uniquement destiné à l'acquit de ses dépenses locales, et de préférence à celles de ses hospices et des secours à domicile […].
- Consulado e Império. Ao abrigo da lei de 29 do Ventoso do ano XII (20 de fevereiro), proclamado no dia 9 do Germinal seguinte, o Ministro das Finanças, autorizado para o efeito, concede à cidade de Paris as barreiras e muros circundantes que constituem a vedação da referida cidade e seus subúrbios. As paredes foram consolidadas e a cobrança de taxas de entrada melhorada.
- 1818. Deslocamento da parede e anexação da Vila de Austerlitz. Durante a sua construção, entre a Barreira de Itália e a Barreira de la Gare, a parede segue o Boulevard de l'Hôpital e depois a Rue Jenner hoje. Em 1818, a parede foi movida para acompanhar o atual Boulevard Vincent-Auriol de ponta a ponta, ligando nesta ocasião a Paris a Vila de Austerlitz.

### As críticas
A função puramente fiscal do muro tornou-o altamente impopular desde o início de sua construção: Beaumarchais, que viu nele uma das causas da Revolução, denunciou o famoso Alexandrino, que testemunhou a insatisfação dos parisienses ao perceber que estavam presos para que pagassem melhor:
" O muro que cerca Paris deixa Paris murmurando. "
Citemos também o epigrama:
A majestosa arquitetura dos pavilhões de Ledoux foi muito mal sentida e acentuou a impopularidade da obra. Bachaumont evoca um 
monumento de escravidão e de despotismo
 Em seu Tableau de Paris (1788), Louis-Sébastien Mercier denuncia 
os antros do fisco metamorfoseados em palácios com colunas
, e exclama: 
Ah ! Monsieur Ledoux, você é um terrível arquiteto !
Críticas estéticas também foram feitas ao arquiteto, acusado de ter tomado excessivas liberdades com os antigos cânones. Nesta registo, se cita Dulaure ou Quatremère de Quincy.

### Limite de Paris
Quando as comunas foram criadas durante a Revolução, o limite de Paris foi levado ao Muro dos Fermiers Généraux (21 de maio de 1790), limite que permanece inalterado até 1 de janeiro de 1860 se não fosse o anexo da Vila de Austerlitz a Paris em 1818.

### Octroi
O octroi ou concessão, principal razão para a construção do muro, foi removido em 20 de janeiro de 1791 pela Assembleia Constituinte e restabelecido em 18 de outubro de 1798. O Diretório estabelece uma ligeira percepção na entrada de Paris, cujo produto, denominado "doações de caridade" destinava-se a hospitais de Paris. Nesta ocasião, as barreiras foram reparadas. Sob Napoleão, aperfeiçoou consideravelmente a percepção das barreiras.
A existência do octroi, os costumes da cidade coletados nas entradas de Paris, levaram uma multidão de guinguettes a se instalarem além das barreiras. Ele já se tornou um lugar essencial do prazer e das distrações populares parisienses. Podemos julgar através de vários textos sobre a festa e o carnaval, como duas canções de goguettes: Un jour de fête à la barrière por Louis Festeau, e Montons à la barrière, que lançou o goguettier Dalès sênior, por volta de 1840.
Depois que o Muro de Thiers foi concluído em 1843, a parede foi suspensa e continuou a ser mantida. Novos escritórios de concessão foram criados: a Barrière des Batailles foi inaugurada em 1848, a de Montrouge na esquina das avenidas Raspail e Edgard-Quinet em 1854.

### Demolição

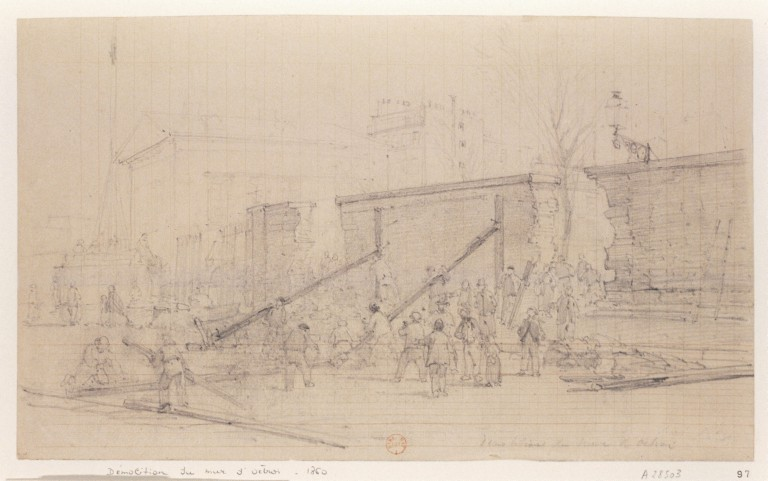
Demolição do muro de concessão (octroi).

Em 1860, o território da cidade de Paris foi estendido ao recinto de Thiers e a concessão recusou-se a este muro. O muro, que se tornou irrelevante do ponto de vista fiscal, é destruído em menos de um mês em janeiro de 1860. A destruição dos pavilhões é objeto de venda em leilão em janeiro de 1861. Esta demolição ocorre na indiferença, nenhum movimento de opinião se manifestando para sua preservação. A Barrière d'Italie usado inicialmente pela prefeitura do 13.º arrondissement foi destruído em 1877. Apenas quatro pavilhões foram finalmente preservados.
O número de arrondissements de doze é trazido para vinte pela absorção de vinte e quatro comunas suburbanas vizinhas, como segue:
- quatro comunas absorvidas na íntegra: La Villette, Belleville, Vaugirard e Grenelle;
- vinte comunas parcialmente absorvidas:
  - sete comunas abolidas, seu território sendo compartilhado entre Paris e municípios vizinhos: Auteuil, Passy, Batignolles-Monceau, Montmartre, La Chapelle, Charonne, Bercy;
  - treze comunas isoladas do único território absorvido por Paris: Neuilly, Clichy, Saint-Ouen, Aubervilliers, Pantin, Le Pré-Saint-Gervais, Bagnolet, Saint-Mandé, Ivry, Gentilly, Montrouge, Vanves, Issy.

### Vestígios atuais
Durante a expansão de Paris em 1860, o muro foi derrubado e apenas quatro propileus foram preservados, que sobreviveram desde então:

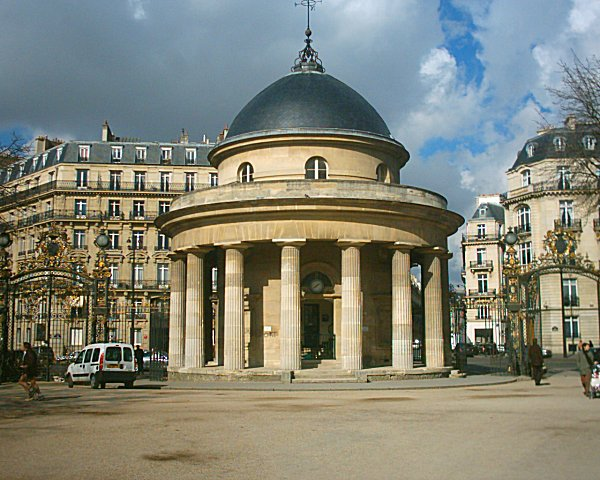
Barrière de Chartres, rotunda no Parc Monceau .
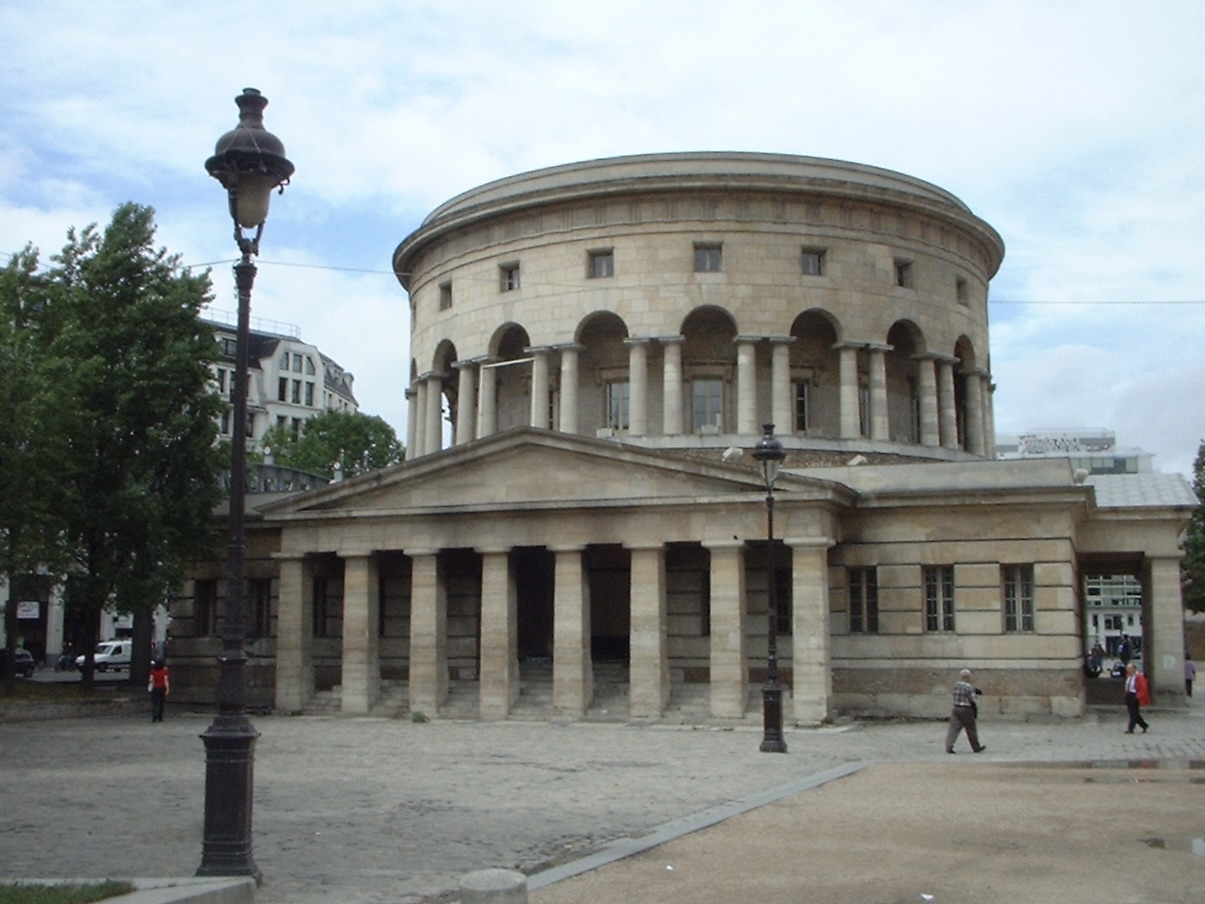
Rotunda de la Villette.
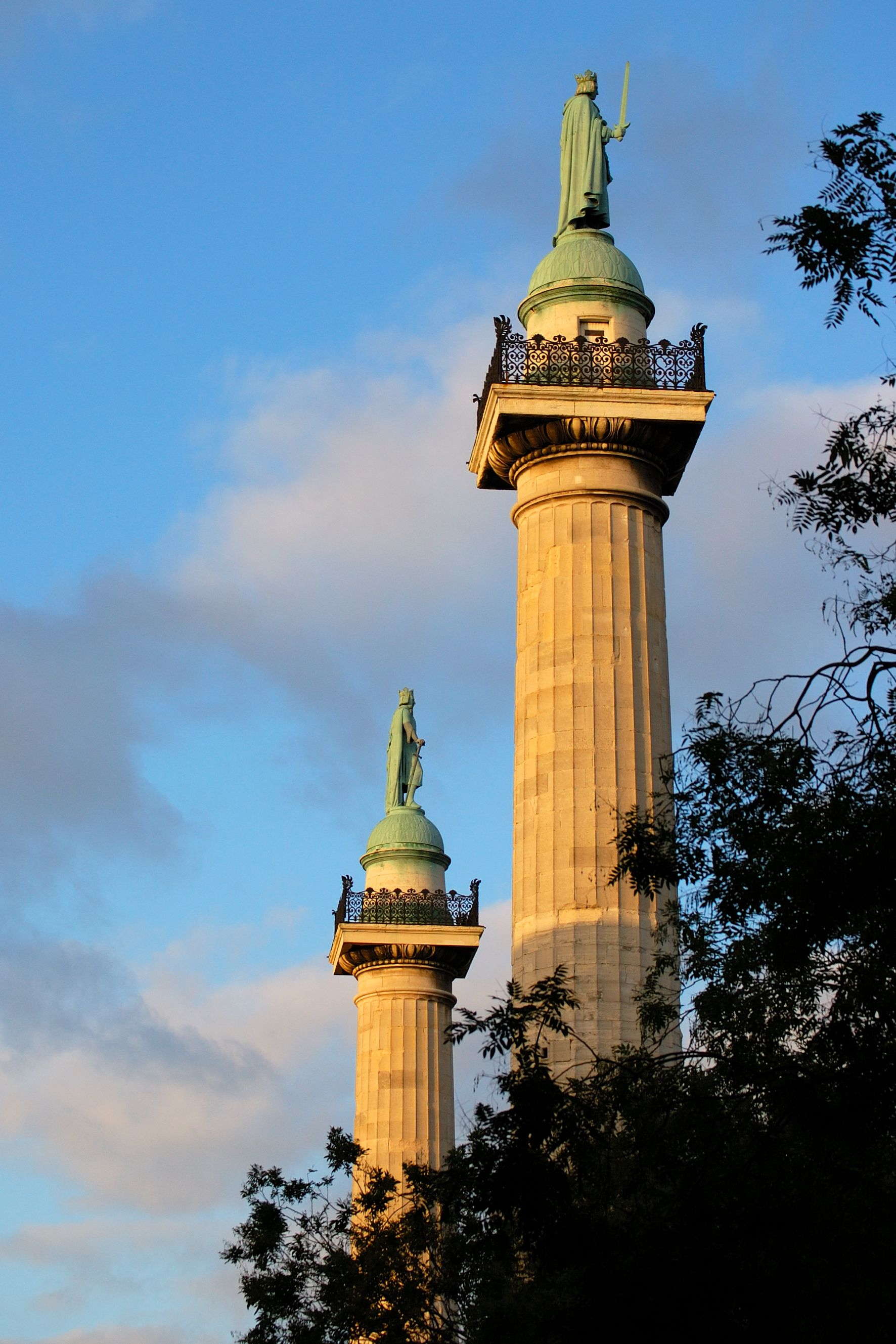
As duas colunas da Barrière du Trône.
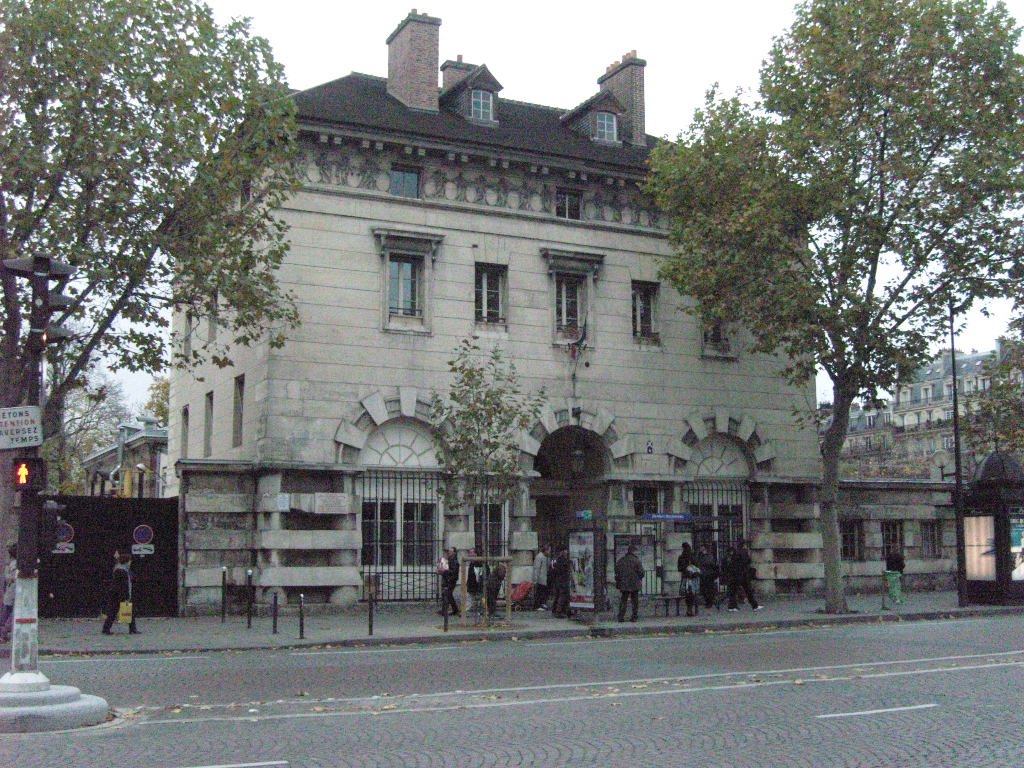
Um dos dois pavilhões da Barrière d'Enfer.